# Bruno III de Angria
Bruno III de Angria (también Bruno III de Harcourt y Bruno de Wettin, Holstein, Sajonia-Anhalt, Alemania, c. 800-844) fue un señor de la guerra de origen vikingo que gobernó como duque de los sajones de Angria (Dux Angrariorum). Era hijo de Bruno II duque de los sajones de Angria.
Es una figura muy controvertida. Mientras unas fuentes lo citan como hijo de Bruno II de Angria y Hasala de Sajonia, otras fuentes lo confirman como hijo de Viduquindo y Geva Eysteinsdottir, hija de Eystein Halfdansson, rey vikingo de Vestfold.
Las mismas fuentes citan dos matrimonios. Uno con Oda de Montfort (n. 790), hija de Hugo de Montfort, con quien tuvo a su heredero Liudolfo, duque de Sajonia; el segundo con Gisla (o Vera) de Sajonia (785-835).
Liudolfo fue padre de Bruno de Sajonia.